# Костадин Генчев
Костадин Генчев е български кавалджия и композитор.

## Биография
Роден е на 14 декември 1969 г. в Габрово. На 8-годишна възраст започва да пее в група за народни песни към 9-о основно училище кв. „Етъра“, а на 10 години започва да изучава кавал в детската музикална школа Емануил Манолов в Габрово. Първият му учител е Стоян Димов, който му преподава в продължение на 4 години. През 1983 г. Костадин е приет да учи в Средното музикално училище „Филип Кутев“ в Котел, което завършва през 1988 г.
От 1990 г. до края на 1991 г. работи в Ансамбъла за народни песни и танци – Сливен. Успоредно с работата в ансамбъла работи с различни музиканти от сливенския регион, като Добромир Йорданов, Янко Комитов, оркестър „Ямбол“ и други. От 1992 г. до април 1993 г. работи в НФА „Филип Кутев“ в София.
От април 1993 г. след конкурс е приет и работи в Оркестъра за народна музика на Българското национално радио (БНР) като солист, оркестрант и композитор/аранжор.
За периода от 1993 г. има направени над 800 аранжимента на народни песни и над 50 инструментални пиеси за радиото.
От 1994 до 1998 г. пътува с женски народен хор „Мистерията на българските гласове“, като част от инструменталната група на Атанас Вълчев, а по-късно – и със своя група. За тези години са изнесени стотици концерти в Европа, Хонк-Конг, Бразилия и други държави.
В търсене на новаторство в народната музика Костадин създава различни проекти за етно музика. Първият проект от 1995 г. носи името „Пътуване през съня“. Българската национална телевизия заснема филм с музиката от проектът, който носи името „Пътуване през съня“. През 1998 г. БНТ заснема друг филм, само с песни и инструментални творби – в аранжименти на Костадин Генчев. Този филм носи името „На младост биват полуди“.
Голяма роля за израстването на Костадин Генчев в етно и джаз-музиката изиграва срещата му с Николай Иванов от група „ОМ“ през 1998 г. От тогава не е спирала съвместната им работа, като концерти и записи на филмова музика.
Многократно записва филмова музика на композитора Алекс Нушев, както и европейски продукции записващи музиката си със Симфоничния оркестър на БНР.
През 2000 г. Костадин Генчев, заедно с Димитър Христов – тамбурист, участват във френския етно-музикален проект „Одисей“, където свирят и творят с музиканти от Франция, Ирландия, Унгария, Македония и др.
По-късно с джаз-триото на един от френските музиканти Антоан Симони се създава „Б-проект“. С този проект се осъществяват няколко турнета във Франция и звукозаписна сесия за компактдиск.
През 2002 г. Костадин Генчев се запознава с Кирил Добрев – барабанист и собственик на звукозаписно студио, като заедно основават група „Булгара“. Групата става явление в българската музика, изнесла концерти на всички български етно-джаз фестивали – „Аполония“, „Банско джаз фест“, Джаз фест – Смолян, „София джаз пик“, „Пловдивски джаз вечери и много“ други. Групата издава компакт-диска „Меча сватба“ и осъществява безброй концерти в България и Европа.
Заедно с група „Булгара“ през 2005 г. печели наградата „Аскеер“ за музика към театралната постановка „Дивите“ на актьора и режисьор Георги Къркеланов.
През 2006 г. Костадин Генчев и Кирил Добрев пишат музиката към филма „Отвъд чертата“, по поръчка на БНТ.
През 2007 г. Костадин Генчев създава проект за циганска музика, наречен „У-бре-Де-бре“, с който осъществява няколко концертни турнета в Германия и Холандия.
През 2009 г. заедно с Кирил Добрев написват музиката за спектакъла на ансамбъл „Чинари“ „Магията на танца“, който се играе пред многохилядна публика в зала 1 на Националния дворец на културата в София.
През 2008 г. Костадин Генчев заедно с колегите си Димитър Христов, Стела Петрова и Петър Митов създава група „Дива река“ – инструментален квартет за акустична музика на основата на българския фолклор.
През 2010 г. записват и издават компактдиск с „Дива река“. С групата осъществяват концертни турнета в Германия, Австрия, Унгария и други. Голям успех групата постига на фолклорния фестивал в Рудолщат, Германия, през 2010 г., където е оценена от водещи журналисти като една от най-добрите групи на фестивала от над 170 групи от цял свят.
Успоредно с концертната дейност с различните проекти и работата в Оркестъра за народна музика на БНР, Костадин Генчев пише музика и за различни формации и ансамбли.
Едни от най-популярните аранжименти и обработки на песни са на вокалната формация „Ева Квартет“, а именно:
- „Седенки“;
- „Калино, Радо булина“;
- „Кадона седи в бахчона“;
- „Помакини“.

През 2009 г. написва музиката за „Женски шопски танц“ по поръчка на Северняшки ансамбъл за народни песни и танци – Плевен. През същата година става част от формацията на Диана Дафова, с която изнасят концерти в Хюстън, Лас Вегас и други.
Пак през 2009 г. написва две вокални обработки на народни песни за „Тракийски ансамбъл за народни песни и танци“ – Ямбол. През 2010 г. написва музиката за спектакъл на формация за народни танци „Етноритъм“ от Пловдив.
В периода 2011-2016 г. Костадин Генчев учи и завършва композиция в Националната музикална академия „Проф. Панчо Владигеров“ в София в класа на проф. Красимир Тасков.
През 2016 г. печели втора награда на конкурса за написване на симфонично произведение „7/8“ в София.
През 2017 г. написва музиката за спектакъла „Мистичен ритъм“ на ансамбъл „Чинари“, представен в зала 1 на НДК.
Многократно Костадин Генчев е канен да записва кавал в продукции на много поп певци.

## Дискография
- „Меча сватба“ (Кукер мюзик) група Булгара (2006)
- „Дива река“ (Гега Ню) група Дива Река (2010)
- „Арката“ (Елен Мюзик) Ева Квартет с Хектор Зазу / участие (2012)
- „Булгара на живо“ група Булгара (2013)
- „През очите на слънцето“ (Елен мюзик) етно проект „Белонога“ (2013)

## Личен живот
Костадин Генчев е женен за народната певица Гергана Димитрова.

## Отличия
През 2011 г. Костадин Генчев е номиниран в Първа група за фолклор на сайта „Пазител на традициите“.